# Motjärnen (Dalskogs socken, Dalsland)
Motjärnen är en sjö i Melleruds kommun i Dalsland och ingår i Göta älvs huvudavrinningsområde.